# Le Nom de la rose (roman)
Pour les articles homonymes, voir Le Nom de la rose.
Le Nom de la rose (titre original : Il nome della rosa) est un roman de l'Italien Umberto Eco, paru en 1980 (puis en français en 1982, traduit par Jean-Noël Schifano). Ce roman peut être qualifié de policier médiéval. Après un immense succès en Italie, il reçoit en France le prix Médicis étranger en 1982.
Il est adapté au cinéma par Jean-Jacques Annaud en 1986, avec Christian Slater et Sean Connery comme rôles principaux. Une mini-série de 8 épisodes réalisée par Giacomo Battiato, Andrea Porporati et Nigel Williams et dirigée par Giacomo Battiato lui-même a commencé à être diffusée le 4 mars 2019.

## Résumé
En 1327, alors que la chrétienté est divisée entre l'autorité du pape Jean XXII et celle de l'empereur Louis IV du Saint-Empire, l'ex-inquisiteur Guillaume de Baskerville se rend dans une abbaye bénédictine, située entre la Provence et la Ligurie, accompagné par son jeune secrétaire Adso qui est le narrateur de l'intrigue. Dans un climat de conflit théologique entre les franciscains et l'autorité pontificale au sujet de la pauvreté du Christ — servant avant tout de façade au conflit politique entre le pape et l'empereur — l'ancien inquisiteur doit enquêter, à la demande de l'abbé, sur la mort suspecte d'un des moines. Rapidement, ce que beaucoup semblaient considérer comme un suicide prend des allures de plus en plus inquiétantes. À la demande du pape, l'inquisiteur dominicain Bernardo Gui se rend à l'abbaye et s'immisce dans l'enquête, ce qui est loin d'arranger les choses.
Le Nom de la rose est une histoire en sept chapitres, chiffre symbolique qui représente le nombre de jours et d'étapes de l'enquête ainsi que le nombre approximatif de morts. L'histoire est bornée par le récit de la découverte du manuscrit que l'auteur prétend traduire, et par les conclusions du narrateur devenu vieillard.

## Personnages

### Guillaume de Baskerville
Guillaume de Baskerville est un frère franciscain, chargé d'une mission diplomatique mais dont le rôle dans l'intrigue sera d'enquêter sur les crimes commis au sein de l'abbaye. Ancien inquisiteur, il est finalement forcé de reprendre sa charge temporairement, ce qui mettra à nu sa faiblesse lorsqu'il ne peut plus agir par la seule logique rationnelle.
De l'aveu même d'Eco, il s'agit d'un clin d'œil à Guillaume d'Ockham et son principe, dit du rasoir d'Ockham (premier jour, Vêpres : « il ne faut pas multiplier les explications et les causes sans qu'on en ait une stricte nécessité ») ; ainsi qu'à Sherlock Holmes (en particulier au roman d'Arthur Conan Doyle Le Chien des Baskerville), génial enquêteur comme lui,. Guillaume de Baskerville est, dans ce roman, le disciple de Roger Bacon, savant anglais du XIIIe siècle, ce qui souligne encore son côté rationaliste. Bernard Délicieux frère lecteur du couvent franciscain de Carcassonne qui est cité dans le roman est une autre source, implicite, du personnage de Guillaume de Baskerville. Le héros du roman lui emprunte sa volonté de justice, sa défense des hérétiques et des franciscains spirituels, ses démêlés avec l'Inquisition et notamment avec Bernard Gui qui le fit emprisonner.

### Adso de Melk
Adso est un novice bénédictin, issu plus précisément de l'ordre fontevriste, voir Prieurés de l’Ordre de Fontevraud Saint Jean de l'Habit, présenté comme franciscain dans le film, confié par son père, le baron de Melk, à Guillaume. Il est le narrateur, à la fois admiratif devant la logique de son maître et respectueux de la règle en vigueur dans son ordre monastique. Il figure donc le docteur Watson du duo.
Le nom d'Adso de Melk provient de l'abbaye bénédictine de Melk qui a fortement inspiré Eco pour son livre.

### Jorge de Burgos
L'un des « vénérables » moines de l'abbaye (s'il est le doyen de l'abbaye dans le film, ce n'est pas le cas dans le roman, ce rôle étant dévolu à Alinardo de Grottaferrata) au savoir encyclopédique. Eco fait ici allusion à Jorge Luis Borges qui comme Burgos était bibliothécaire et termina sa vie aveugle. Eco explique à ce sujet dans son Apostille au Nom de la rose qu'il voulait un bibliothécaire aveugle et que Borges s'est naturellement imposé.
Le personnage de Jorge de Burgos est rendu caricatural dans le film tiré du livre, où il est le « méchant » maître de l'ombre, pilier d'un obscurantisme totalitaire délibérément entretenu. Le roman lui donne une personnalité plus dense, complexe. Jorge incarne la bibliothèque et s'avère être le véritable maître de l'abbaye.
Il développe une argumentation sur le danger — selon lui démoniaque — que peut représenter le recours au rire dans les attitudes humaines. Il veut ainsi garder au secret le rare manuscrit d'Aristote sur la comédie (d'ailleurs aujourd'hui perdu), second tome de sa Poétique, et en priver l'humanité, car le rire exorcise la peur, or pour lui on ne peut vénérer Dieu que si on le craint. Alors que pour Guillaume de Baskerville croire que seule la peur (et la culpabilité du péché originel) concourt à la croyance et soutient le pouvoir de l'Église, c'est à l'évidence confondre délibérément la superstition et la foi, ainsi que la religion d'un Dieu de bonté, de miséricorde et d'amour par le Christ, avec le pouvoir terrestre et l'emprise sur les âmes.

### Messer l'abbé (ou Abbon)
C'est peut-être l'un des personnages qui connaît le plus grand changement entre le roman et le film. Dans le long métrage, il n'apparaît que comme un être faible, indécis et presque lâche, cherchant uniquement à éviter un scandale qui pourrait entacher sa réputation et celle de son abbaye. Dans le roman, ses motivations sont beaucoup plus ambiguës et étoffées, de même que sa personnalité. S'il cherche là aussi à étouffer les affaires de meurtres qui ensanglantent son abbaye, c'est avant tout un opportuniste qui soutient l'Empereur car ce dernier est, à ses yeux, le garant d'un ordre social strict qui assure le maintien des privilèges du clergé régulier (ordres monastiques, et notamment celui des bénédictins dont est issu l'abbé) face à un pape qui soutient les droits du clergé séculier (évêques et prêtres, notamment), à l'opposé de la réalité historique où les ordres mendiants étaient fidèles au pape quand la fidélité du clergé régulier allait le plus souvent à l'empereur. À plusieurs reprises, Abbon montre un caractère vaniteux et presque cupide. Attaché aux choses terrestres, il est fier de sa richesse et de celle de son abbaye et n'hésite pas à s'opposer aux idées des franciscains (qui ont fait vœu de pauvreté), rappelant parfois perfidement que certaines hérésies sont nées au sein de cet ordre.
Le roman suggère que l'abbé serait le bâtard d'un puissant seigneur italien, ne devant sa place qu'à sa prestigieuse filiation. Dans l'ouvrage, il meurt. Dans le film, son sort est inconnu.

### Bernardo Gui
L'un des cinq personnages historiques (et le principal d'entre eux) à intervenir dans le récit, l'inquisiteur Bernardo Gui (ou Bernard Gui, ou Bernardo Guidoni) est un ancien évêque dominicain envoyé par Jean XXII pour commander le régiment d'archers français chargés d'escorter les représentants de la papauté. Dominicain soutenant inconditionnellement le Souverain Pontife dans le conflit qui l'oppose à l'Empereur, Bernardo Gui use de son rang d'inquisiteur pour nuire à la réputation de l'abbaye bénédictine et, par extension, à celle de l'abbé qui soutient le camp impérial. Ancien rival de Guillaume de Baskerville au sein de l'Inquisition, il l'a jadis fait accuser d'hérésie et cherchera à le confondre à nouveau. Dans le roman, le fanatisme religieux qu'il affiche semble n'être qu'une couverture pour son opportunisme politique et son cynisme, détail moins évident dans le film où il est présenté comme un authentique chasseur de sorcières assuré du bien-fondé de sa mission inquisitoriale. Sa manière de mener le procès de Salvatore et de Rémigio de Varragine démontre son caractère excessif ne s'encombrant pas de charité ou de pitié, ni même de sens de la justice, en contradiction avec l'auteur du Manuel de l'inquisiteur.
À la fin du film, il meurt. Le roman, plus fidèle à la réalité historique, le voit repartir en Avignon, accompagné de ses prisonniers et des représentants de la papauté.

### Autres personnages

#### Moines de l'abbaye
- Adelme d'Otrante - Frère enlumineur
- Venantius de Salvemec - Frère copiste et traducteur de grec
- Alinardo de Grottaferrata - Doyen des moines, n'ayant plus toute sa raison
- Malachie de Hildesheim - Frère bibliothécaire, sombre et sévère
- Bérenger d'Arundel - Assistant bibliothécaire
- Bence d'Uppsala - Copiste. Assoiffé de savoir
- Aymaro d'Alexandrie - Copiste. Moqueur et cynique
- Nicolas de Morimonde - Frère verrier
- Séverin de Sant'Emmerano - Frère herboriste
- Rémigio de Varagine - Frère cellérier, ancien hérétique dolcinien
- Salvatore - Assistant du cellérier, ancien hérétique dolcinien, difforme et rustre
- Patrice de Clonmacnoise - Enlumineur
- Raban de Tolède - Enlumineur
- Magnus de Iona - Enlumineur
- Walde de Hereford - Enlumineur
- Gunzo de Nola

#### Franciscains
- Ubertin de Casale*[note 1] - Théologien en fuite aux thèses sur l'extatisme à la limite de l'hérésie. Franciscain dans le roman et dans le film
- Michele da Cesena* - Théologien réfugié à la cour de Louis de Bavière après son excommunication par le pape. Chef de la délégation franciscaine
- Arnaud d'Aquitaine - Frère franciscain
- Hugues de Newcastle - Frère franciscain
- Guillaume Anlwick - Frère franciscain
- Bonagrazia de Bergame* - Frère franciscain
- Bérenger Talloni - Frère franciscain et théologien
- Jérôme de Caffa - Évêque de Caffa

#### Représentants de la papauté
- Bertrand du Pogetto* - Cardinal de Rome et chef de la délégation papale
- Laurent Décoalcon - Bachelier d'Avignon
- L'évêque de Padoue - Identité exacte inconnue
- Jean d'Anneaux - Docteur en théologie à Paris
- Jean de Baune (alias Giovanni Dalbena) - Ancien inquisiteur de Narbonne
- L'évêque d'Alborea - Identité exacte inconnue, dominicain

## Bibliothèque
La bibliothèque est un des endroits les plus importants du roman. Son projet est de représenter le monde, tout comme la « bibliothèque de Babel » décrite par Borges dans Fictions. Son accès est interdit à toute autre personne que le bibliothécaire et son assistant. Cependant de nombreuses personnes transgressent cet interdit tout au long du récit.

### Origines théoriques de la bibliothèque

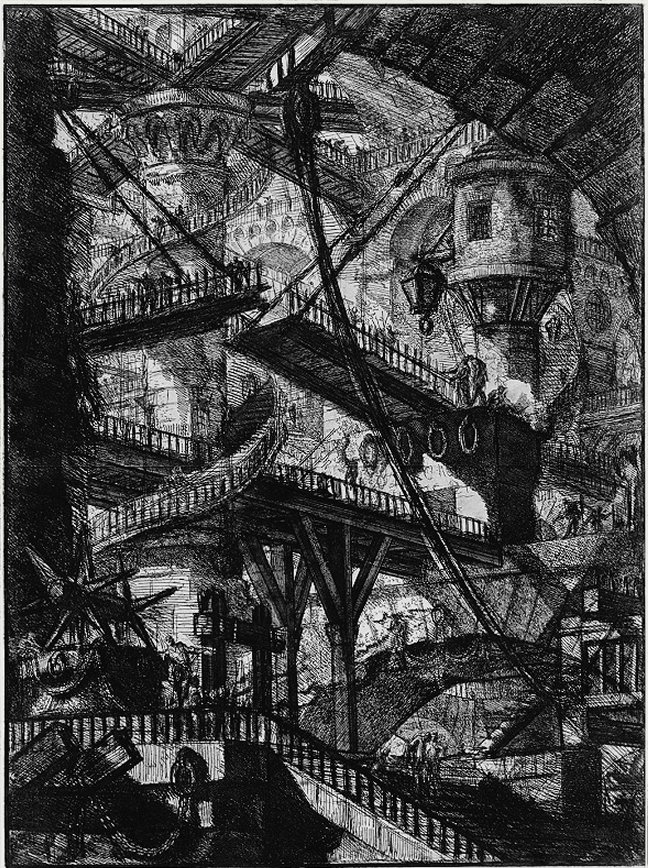
Croquis de Piranese, dans Les Prisons imaginaires, ayant inspiré Eco.

Umberto Eco a tenu une conférence le 10 mars 1981 pour célébrer le 25e anniversaire de l'installation de la bibliothèque communale de Milan dans le palais Sormani. Il proposait de « parler du présent et de l'avenir des bibliothèques existantes en élaborant des modèles purement futuristes. » Ce projet primitif, transcrit dans le fascicule de biblioteca, en 1986, contient une dialectique entre la bibliothèque idéale de Toronto et une bibliothèque cauchemardesque, qui a donné naissance à celle du Nom de la rose.
Sa topographie, décrite par Eco, ressemble en de nombreux points à « la Bibliothèque de Babel », notamment par sa structure labyrinthique et l'objet de quête qu'elle représente pour tous ceux qui s'y aventurent. Cette bibliothèque de Borges avait déjà été citée auparavant dans l'essai de Umberto Eco : De biblioteca. Le thème du labyrinthe est également présent dans d'autres nouvelles de Borges. Pour le recueil Fictions, 1944, dans « Le Jardin aux sentiers qui bifurquent » et « La Mort et la Boussole », récit dans lequel le labyrinthe de la demeure de Triste-le-Roy où Red Scherlach conduit Lönnrat ressemble beaucoup à celui de l'abbaye, « agrandie par la pénombre, la symétrie des miroirs, l'âge, [le] dépaysement, la solitude ».
Les diverses salles de la bibliothèque suivent des plans géométriques (heptagones et octogones) et les noms des salles reportés sur le plan composent diverses énigmes (en latin) subtilement imbriquées et difficilement interprétables. Umberto Eco (et après lui les décorateurs du film de J.-J. Annaud) se sont inspirés des croquis du Piranese, en particulier ses très oniriques Prisons imaginaires.

### Organisation interne de la bibliothèque

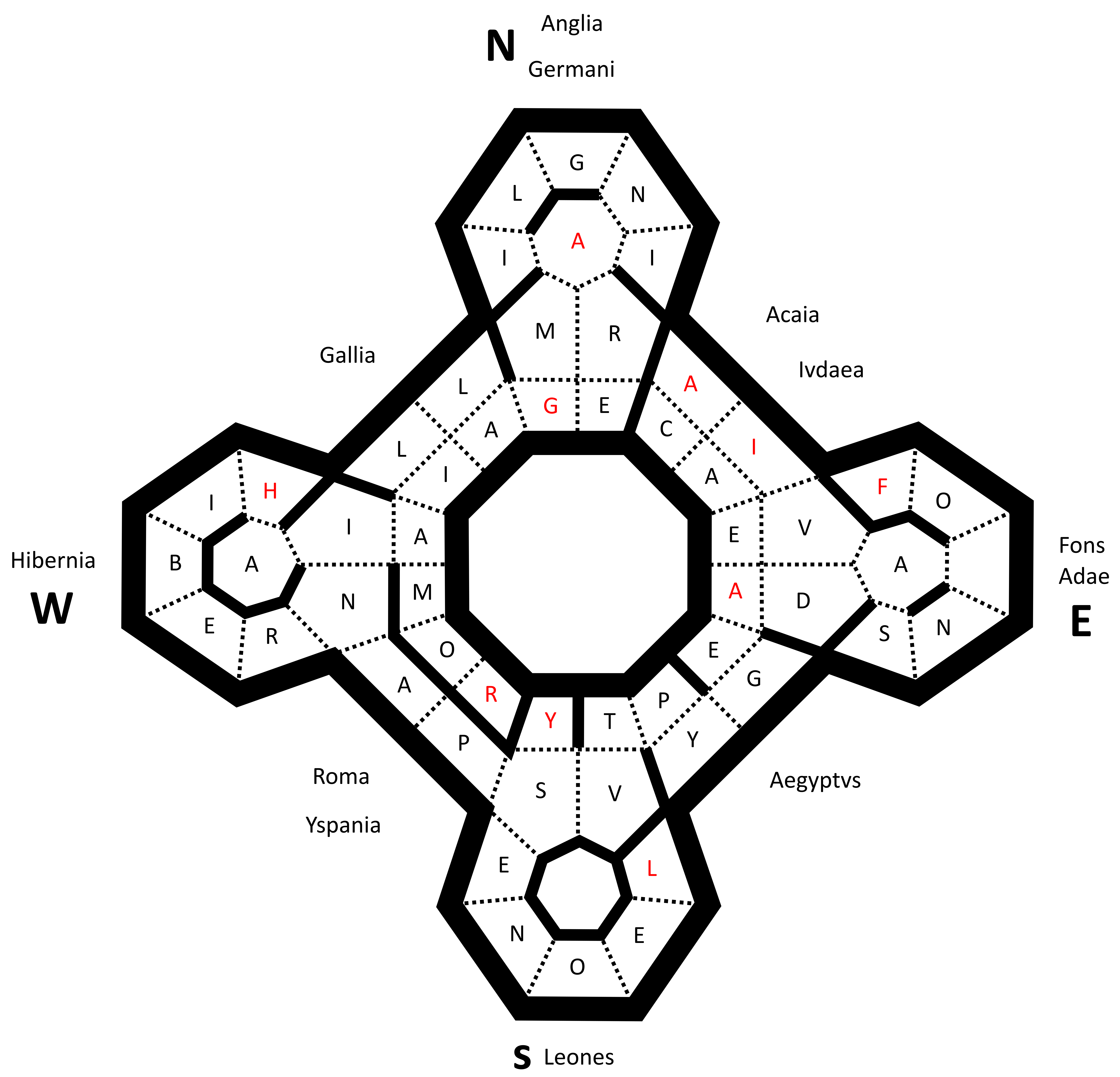
Plan de la bibliothèque décrite dans Le nom de la rose

Les critères de classement associent le pays de l'auteur et le thème du livre. Les lettres inscrites dans chaque ensemble de salles forment le nom du pays concerné. La bibliothèque est donc divisée en zones correspondant à des espaces géographiques aux différentes connotations intellectuelles.
La première zone visitée est le Fons Adae, le paradis terrestre. Il contient des « quantités de bibles, et des commentaires à la bible, rien que des livres d'écritures saintes ». La deuxième est Hibernia : « on y trouve les ouvrages des auteurs de la dernière Thulé, et les grammairiens aussi et les rhéteurs ». La troisième Leones, Midi, c'est-à-dire l'Afrique, regroupe les textes des musulmans. La quatrième est Yspania, « peuplée de recueils de l'Apocalypse ». D'autres ensembles sont encore énumérés rapidement.
Il n'y a aucune tentative de fusion, de mixité. Les espaces géographiques sont hermétiques. Le but de la bibliothèque est de réunir la totalité des connaissances humaines, mais sans en donner l’accès.
La bibliothèque n'est pas uniquement un ensemble de livres. Elle est aussi « l'objet qui les contient », en ce cas un labyrinthe physique. Umberto Eco met en relation le labyrinthe du monde, celui de la spiritualité, des connaissances, avec le labyrinthe matériel qui en serait le signe perceptible. La correspondance géographique est retranscrite dans la répartition des salles.
La structure de la bibliothèque traduit l'ethnocentrisme géographique mais également culturel de ses constructeurs. Le christianisme en est l'axe central. Les écrits des musulmans sont tous classés dans l'espace du mensonge, sans volonté de sous-classement.

### Bibliothèque cauchemardesque
La bibliothèque du Nom de la rose a plusieurs points communs avec la bibliothèque cauchemardesque décrite dans le fascicule De bibliotheca.
Le registre est constitué de manière à dérouter le lecteur et à le contraindre à demander l'aide du bibliothécaire. Il est classé par ordre chronologique d'acquisition.
La reproduction des ouvrages est limitée. Jorge interdit toute copie du second tome de la Poétique d'Aristote. Il n'existe donc qu'un seul exemplaire, qui sans jamais être copié, n'est pas non plus détruit. La bibliothèque veut conserver un unique exemplaire et empêcher toute diffusion. L'abbaye n'est pas totalement réfractaire à la copie, car c'est un moyen d'importer des livres. Les moines venant des autres abbayes peuvent copier certains livres, s'ils en apportent que la bibliothèque ne possède pas. L'abbaye ne permet pas ces copies par souci de diffusion du savoir, mais par volonté de s'étendre et donc de représenter au mieux le monde.
La bibliothèque cauchemardesque du Nom de la rose dresse une série d'obstacles pour dissuader le lecteur de consulter un livre. Ce n'est pas Jorge qui tue les moines, ni le livre puisque certains crimes sont commis entre moines, mais ce dessein de conservation qui est l'unique fondement à tous ces meurtres, comme le remarque justement Guillaume à la fin du roman. Le moyen de conserver les livres les plus rares est devenu une fin en soi. Jorge ne souhaite plus conserver mais cacher cet ouvrage. C'est ce glissement qui provoque la destruction de la bibliothèque.

### Incendie
La fin de l'abbaye dans un incendie traduit cette inversion des valeurs de la conservation vers la destruction. Jorge en train de manger les pages empoisonnées représente l'essence « ogresque » de cette bibliothèque qui mange ses propres enfants.
Umberto Eco dans son Apostille au Nom de la rose écrit que les incendies étaient courants à l'époque, et qu'il ne voyait pas d'autre fin pour sa bibliothèque.
Même mutilée, la bibliothèque continue de vivre par l'intermédiaire d'Adso, qui continue à la consulter comme un oracle et raconte son histoire.

## Analyse

### Titre du roman
Le choix du titre ne s'est pas fait sans quelques difficultés. Umberto Eco souhaitant un titre neutre avait écarté le titre de travail (L'Abbaye du crime) trop centré sur la seule trame policière et avait proposé Adso de Melk, mais son éditeur italien y mit un veto.
Umberto Eco a écrit qu'il avait finalement retenu pour titre Le Nom de la rose, car il l'aimait du fait que « la rose est une figure symbolique tellement chargée de significations qu'elle finit par n'en avoir plus aucune ou presque ».
De son propre aveu, ce titre fait référence au thème de "l'Ubi sunt", et tout particulièrement à l'hexamètre latin sibyllin qui conclut le roman. Inspiré du De contemptu mundi de Bernard de Morlaix, il énonce : Stat rosa pristina nomine, nomina nuda tenemus, c'est-à-dire : La rose d'hier n'existe plus que de nom, nous n'en conservons que des noms vides, ou encore : C'est par son nom que demeure la rose d'autrefois, nous n'en gardons qu'un nom pur et simple.
Le titre Le Nom de la rose renvoie aussi à un grand succès littéraire du Moyen Âge dont le début est ésotérique et la suite satirique, à partir d'une sorte de mystique distanciée de l'amour courtois : le Roman de la Rose de Guillaume de Lorris et Jean de Meung.

### Références

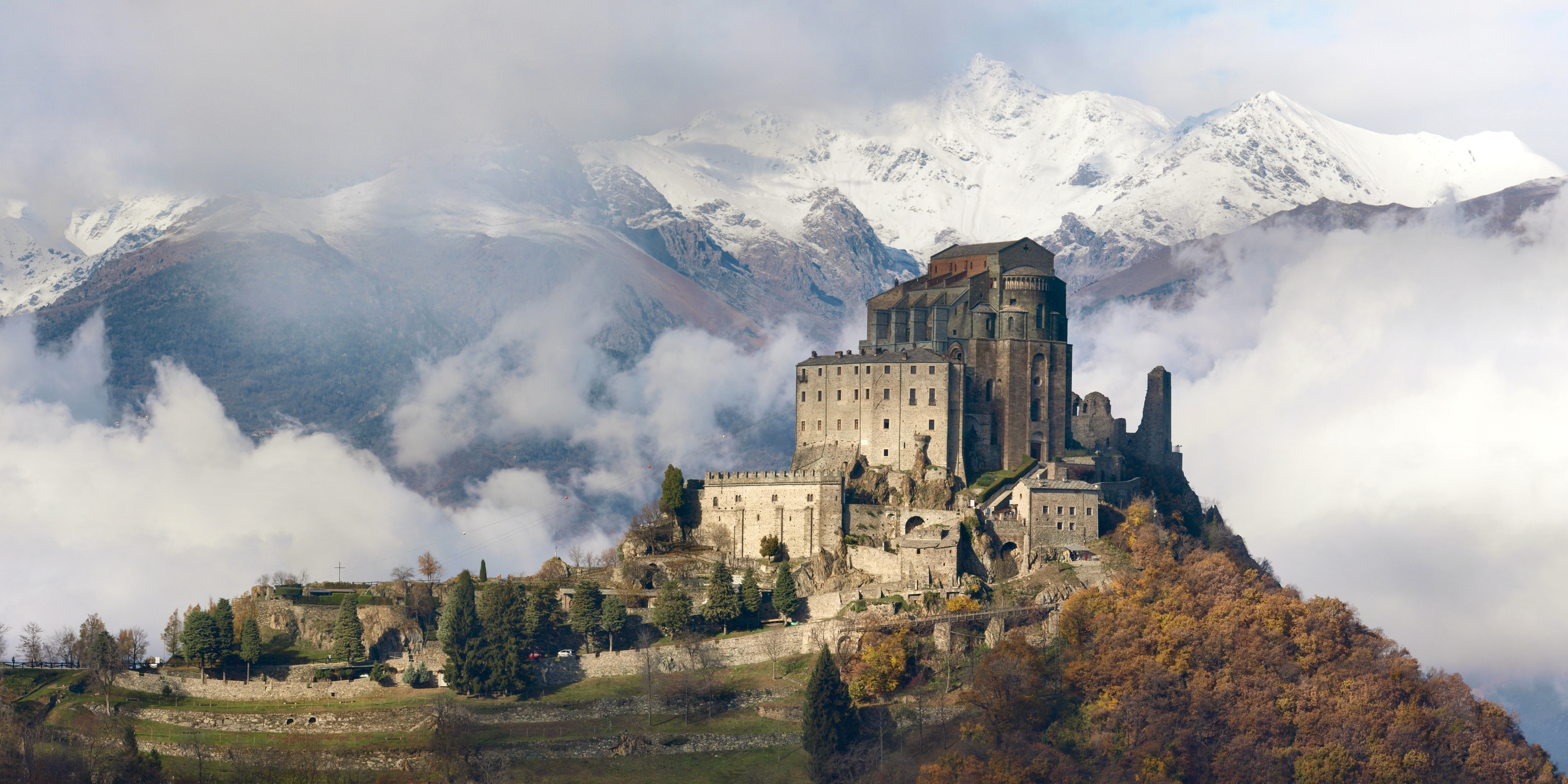
L'abbaye Saint-Michel-de-la-Cluse, le monastère dont Eco s'est inspiré dans la municipalité de Sant'Ambrogio di Torino.

## Versions et adaptations

### Éditions
- 1re édition : 1980
- Édition revue
  - Le Nom de la rose / trad. Jean-Noël Schifano. Nouv. éd. rev. et augm. Grasset, 1990, 552 p.  (ISBN 2-246-24514-1). Contient : Apostille Il a été annoncé que, dans un désir de simplification, Umberto Eco voulait réécrire son roman, l'actualiser pour le rapprocher des nouvelles technologies et générations. La parution de la nouvelle version en italien a été annoncée pour le 5 octobre 2011[11]. Cependant, cette information a été démentie par l’auteur, qui a parlé d’une simple « édition revue et corrigée[12] », dans laquelle « [o]n a éliminé deux ou trois fautes et remplacé quelques adjectifs »[13].
- Complément
  - Apostille au Nom de la rose, Umberto Eco ; trad. Myriem Bouzaher. LGF, 2010, 90 p. (Le Livre de poche. Biblio essais, no 4068)  (ISBN 2-253-04414-8)

### Adaptations
- Jean-Jacques Annaud a réalisé, d'après le roman, le film Le Nom de la rose, sorti sur les écrans en 1986.
Durée 131 min, avec Sean Connery, Michael Lonsdale, Christian Slater, Valentina Vargas. Les décors sont de Dante Ferretti.
- Une pièce radiophonique en deux parties a été diffusée sur BBC Radio 4 du dimanche 16 juillet 2006 au dimanche 23 juillet 2006.
- Une parodie radiophonique du film a été diffusée dans la série la Crème de la crim par Hugh Dennis et Steve Punt sur BBC Radio 4.
- Un jeu vidéo espagnol, La abadía del crimen (« L'abbaye du crime ») a été adapté en 1987 du roman par Opera Soft.
- Le roman est porté à la scène durant l'été 2011 dans les ruines de l'abbaye de Villers-la-Ville (Brabant wallon, Belgique), dans le cadre de l'été théâtral de Villers-la-Ville. L'adaptation théâtrale, autorisée et approuvée par Umberto Eco, est de Patrick de Longrée et la mise en scène est signée Stephen Shank.
- Une mini-série[14] de 8 épisodes de 2019, coproduction internationale (Tele Munchen Group et la Rai) au budget de 26 millions d'euros, et réalisée par Giacomo Battiato. John Turturro, Damian Hardung et Rupert Everett interprètent respectivement les rôles de Guillaume de Baskerville, Adso de Melk et Bernardo Gui (tournage au studio de la Cinecitta à partir de janvier 2018). Umberto Eco a supervisé l'adaptation juste avant son décès.
- Début 2022, le magazine italien Linus annonce une nouvelle adaptation du Nom de la rose en bande-dessinée par Milo Manara et mis en couleurs par sa fille[15]. La parution du premier tome en français est annoncée par Glénat pour le 13 septembre 2023[16],[17].

## Succès
Le Nom de la rose est devenu un succès de librairie mondial.

### Prix
- Publié en 1980, le roman reçoit le prix Médicis étranger en 1982.

### Classements
- Le Monde le classe dans les 100 livres les plus représentatifs du XXe siècle.
- 13e place au classement des Les Cent Meilleurs Romans policiers de tous les temps établi par la Crime Writers' Association en 1990
- 23e place au classement des Les Cent Meilleurs Romans policiers de tous les temps établi par l'association des Mystery Writers of America en 1995